# Dobšinská ľadová jaskyňa
Die Dobšinská ľadová jaskyňa (deutsch Dobschauer Eishöhle) ist eine Eishöhle in der Slowakei auf dem Gebiet der Gemeinden Dobšiná (Dobschau) und Stratená (wörtlich: die Verlorene) im Karst Spišsko-gemerský kras innerhalb des Gebirgszuges Slovenský raj (Slowakisches Paradies). Sie zählt zu den größten und interessantesten der wenigen Eishöhlen Europas. Sie gibt außerdem einem Ortsteil von Stratená den Namen.
Sie befindet sich im Naturreservat Stratená auf dem Gebiet des Nationalparks Slowakisches Paradies. Sie ist durch die Strömungsaktivitäten des Baches Hnilec (Göllnitz) entstanden.

## Geschichte
Sie wurde am 15. Juni 1870 von den Dobschauer Bürgern Eugen Ruffíni (Jenő Ruffinyi, Bergbauingenieur), Andreas Méga, Gustav Lang und Nándor Fehér entdeckt, die in einen geheimnisvollen Spalt hineinstiegen, aus dem schon immer ein eisiger Luftzug wehte.
Nur ein Jahr später wurde die Höhle dank der begeisterten Ortsbewohner zugänglich gemacht. 1887 ist sie als eine der ersten in Europa elektrisch beleuchtet worden.
In den 1950er Jahren trainierten im dortigen Großen Saal neben anderen Eiskunstläufern auch der berühmte tschechoslowakische Eisläufer Karol Divín und die tschechoslowakische Eishockeynationalmannschaft.
2000 wurde die Höhle als Erweiterung der seriellen Welterbestätte Höhlen im Aggteleker und Slowakischen Karst ins UNESCO-Naturerbe aufgenommen.

## Charakteristik
Der Eingang befindet sich zirka 20 Minuten oberhalb des Talbodens auf dem Nordabhang des Berges Duca.
Von den 1.483 Metern Gesamtlänge sind seit 1871 nur 475 Meter zugänglich. Eine Besichtigung (15. Mai bis 30. September) dauert etwas mehr als eine halbe Stunde. Der vertikale Niveauunterschied beträgt 112 m. Unterhalb der Eishöhle befindet sich eine um 1950 von Amateuren erforschte Tropfsteinhöhle.
Die Eisausfüllung kommt in Form von Bodeneis, Eisfällen, Eisstalagmiten und Säulen vor. Die Eisfläche beträgt 9.772 m², das Eisvolumen ist 110.100 m³.
Sehr interessant ist der Große Saal, in dem die Lufttemperatur −3,8 °C bis +0,5 °C und die Eisdicke 26,5 m beträgt, sowie der Rieseneisblock, der einen Teil des Höhlensystems ausfüllt (über 100.000 Kubikmeter). In den Rieseneisblock ist eine Kapelle geschlagen worden. Außerhalb des Alpengebietes befinden sich nirgendwo anders in Europa mehr als 110.000 Kubikmeter Eis mit über 25 Meter Dicke.
Das Eis hält sich dank der Höhlenform (der Gang führt vom Eingang schräg nach unten) und kann in der Eishöhle in der Form von Bodeneis, Eisfall, Eisstalagmiten und Eissäulen bewundert werden.